# Montillot
Montillot ist eine französische Gemeinde mit 251 Einwohnern (Stand 1. Januar 2022) im Département Yonne in der Region Bourgogne-Franche-Comté. Sie gehört zum Arrondissement Avallon und ist Mitglied im Gemeindeverband Avallon-Vézelay-Morvan. Die Bewohner werden Montillotois und Montillotoises genannt.

## Geographie
Montillot liegt etwa 33 Kilometer südsüdöstlich von Auxerre und etwa 14 Kilometer westnordwestlich von Avallon im Regionalen Naturpark Morvan an der Cure, die die Gemeinde im Osten begrenzt. Fast zwei Drittel der Fläche der Gemeinde sind von Wald bedeckt.
Umgeben wird Montillot von den Nachbargemeinden Brosses im Norden und Westen, Bois-d’Arcy und Arcy-sur-Cure im Norden, Blannay im Nordosten, Givry im Osten, Asquins im Süden und Südosten, Vézelay im Süden und Südwesten sowie Asnières-sous-Bois im Südwesten.

## Bevölkerungsentwicklung

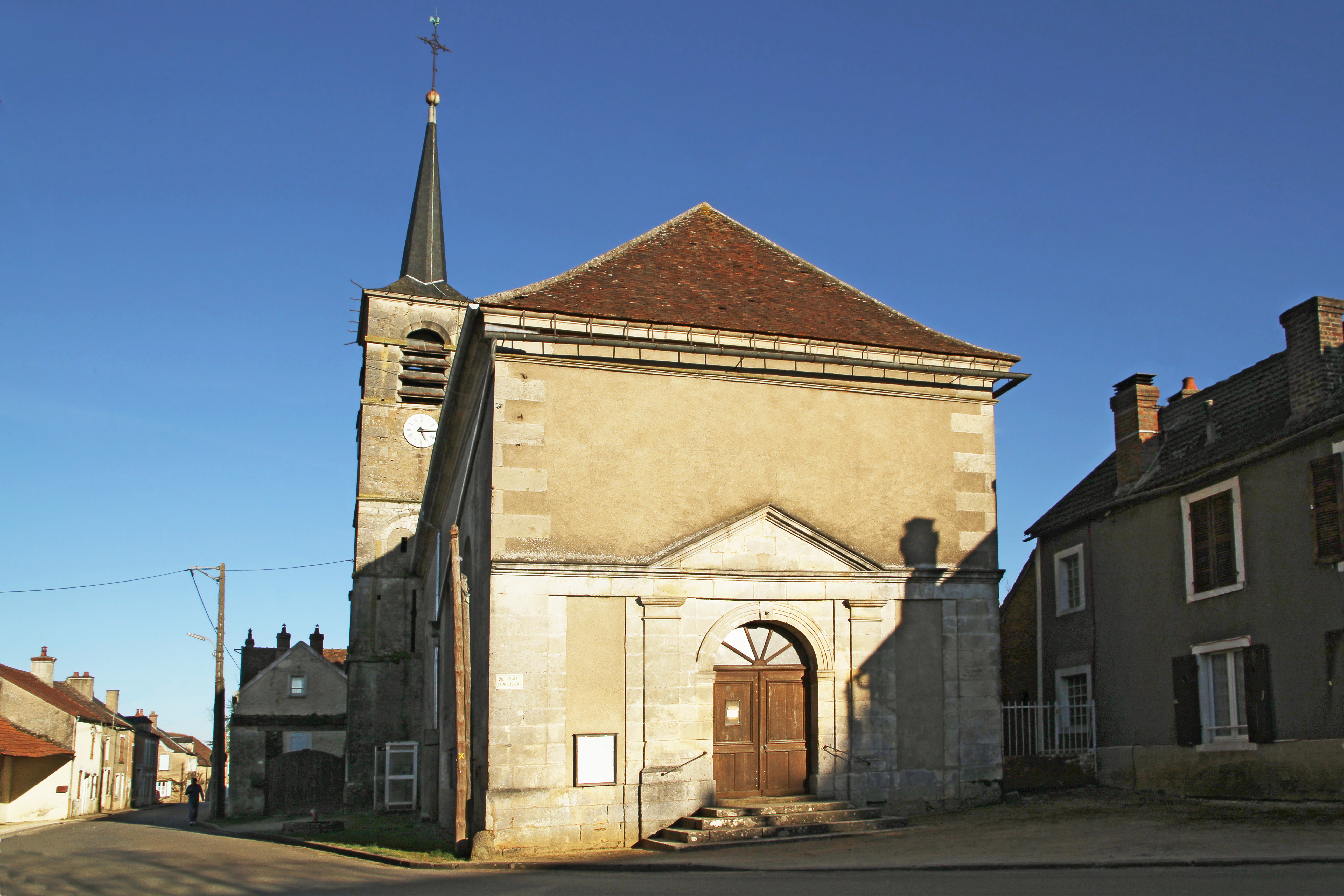
Kirche Saint-Laurent

| Montillot: Einwohnerzahlen von 1793 bis 2016                                                                               | Montillot: Einwohnerzahlen von 1793 bis 2016 | Montillot: Einwohnerzahlen von 1793 bis 2016 | Montillot: Einwohnerzahlen von 1793 bis 2016 | Montillot: Einwohnerzahlen von 1793 bis 2016 |
| --- | -------------------------------------------- | -------------------------------------------- | -------------------------------------------- | -------------------------------------------- |
| Jahr |                                              |                                              |                                              | Einwohner                                    |
| 1793 | 1793                                         |                                              | 649                                          | 649                                          |
| 1800 | 1800                                         |                                              | 729                                          | 729                                          |
| 1806 | 1806                                         |                                              | 822                                          | 822                                          |
| 1821 | 1821                                         |                                              | 888                                          | 888                                          |
| 1831 | 1831                                         |                                              | 940                                          | 940                                          |
| 1836 | 1836                                         |                                              | 958                                          | 958                                          |
| 1841 | 1841                                         |                                              | 940                                          | 940                                          |
| 1846 | 1846                                         |                                              | 981                                          | 981                                          |
| 1851 | 1851                                         |                                              | 959                                          | 959                                          |
| 1856 | 1856                                         |                                              | 904                                          | 904                                          |
| 1861 | 1861                                         |                                              | 911                                          | 911                                          |
| 1866 | 1866                                         |                                              | 885                                          | 885                                          |
| 1872 | 1872                                         |                                              | 850                                          | 850                                          |
| 1876 | 1876                                         |                                              | 839                                          | 839                                          |
| 1881 | 1881                                         |                                              | 777                                          | 777                                          |
| 1886 | 1886                                         |                                              | 718                                          | 718                                          |
| 1891 | 1891                                         |                                              | 691                                          | 691                                          |
| 1896 | 1896                                         |                                              | 638                                          | 638                                          |
| 1901 | 1901                                         |                                              | 602                                          | 602                                          |
| 1906 | 1906                                         |                                              | 555                                          | 555                                          |
| 1911 | 1911                                         |                                              | 535                                          | 535                                          |
| 1921 | 1921                                         |                                              | 459                                          | 459                                          |
| 1926 | 1926                                         |                                              | 444                                          | 444                                          |
| 1931 | 1931                                         |                                              | 396                                          | 396                                          |
| 1936 | 1936                                         |                                              | 336                                          | 336                                          |
| 1946 | 1946                                         |                                              | 330                                          | 330                                          |
| 1954 | 1954                                         |                                              | 329                                          | 329                                          |
| 1962 | 1962                                         |                                              | 326                                          | 326                                          |
| 1968 | 1968                                         |                                              | 310                                          | 310                                          |
| 1975 | 1975                                         |                                              | 269                                          | 269                                          |
| 1982 | 1982                                         |                                              | 250                                          | 250                                          |
| 1990 | 1990                                         |                                              | 261                                          | 261                                          |
| 1999 | 1999                                         |                                              | 278                                          | 278                                          |
| 2006 | 2006                                         |                                              | 275                                          | 275                                          |
| 2011 | 2011                                         |                                              | 283                                          | 283                                          |
| 2016 | 2016                                         |                                              | 276                                          | 276                                          |
| Quelle(n): EHESS/Cassini bis 1999, INSEE ab 2006 Anmerkung(en): Ab 1962 offizielle Zahlen ohne Einwohner mit Zweitwohnsitz |                                              |                                              |                                              |                                              |

## Sehenswürdigkeiten
- Kirche Saint-Laurent